# ابواحمد فیصل
ابواحمد فیصل (بنگالی: আবু আহমেদ ফয়সাল؛ زادهٔ ۱۱ ژوئن ۱۹۷۴) بازیکن سابق و مربی فوتبال اهل بنگلادش است.
وی همچنین در تیم ملی فوتبال بنگلادش بازی کرده است.
وی در مسابقات بین‌المللی در مجموع برندهٔ ۲ مدال طلا و ۱ مدال نقره شده است.